# 学位服

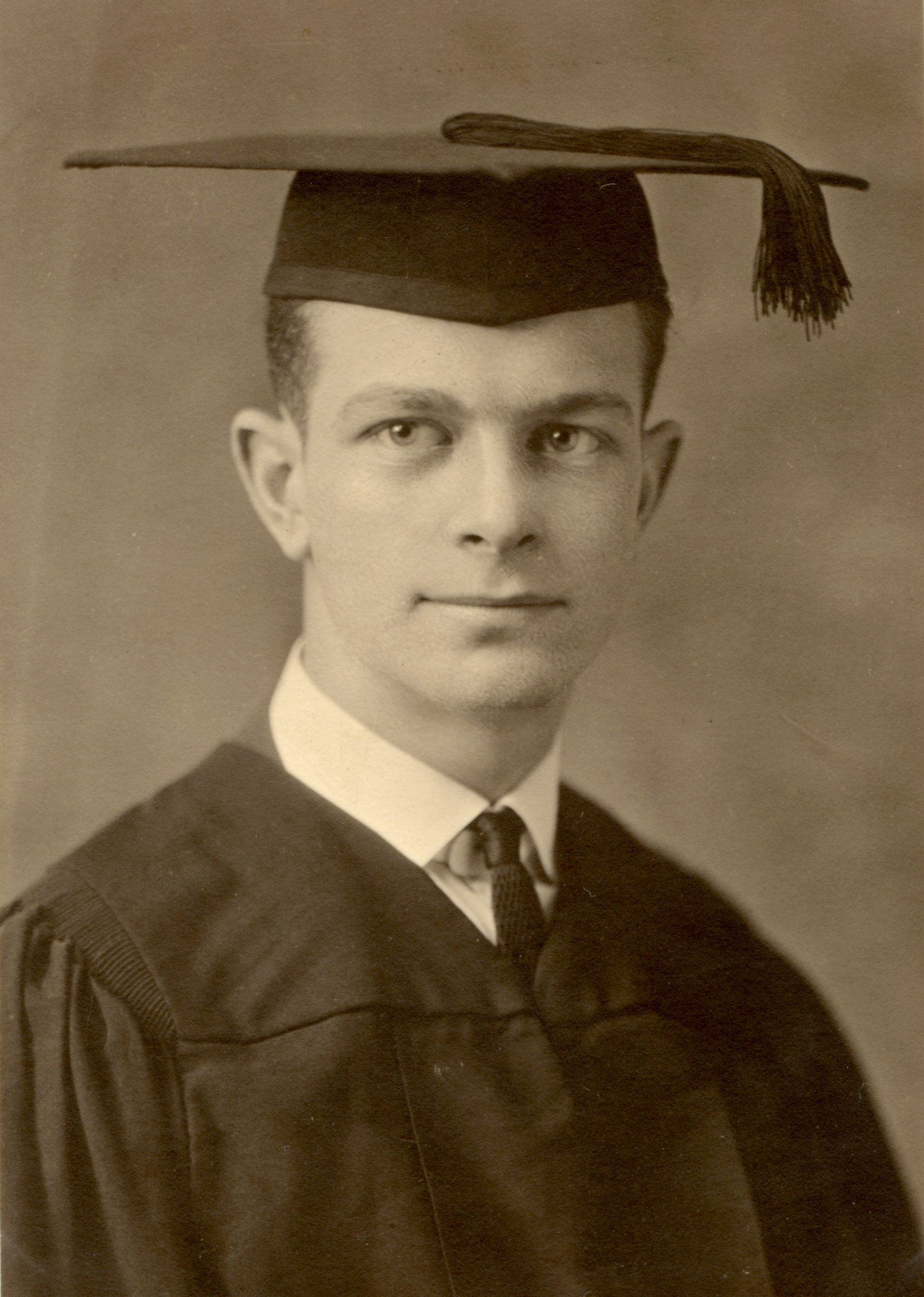
学位服

學位服，亦被稱作學位袍、畢業袍，由四方帽、流苏、学位袍、垂布等四部分构成，是指一種由獲得學位（博士、碩士、學士學位）資格的人士在參加慶典（一般為畢業典禮）時穿著的服飾。

## 來歷
學位服飾的歷史起源於12世紀，即大學正在形成的時期。早期大学中的学者都是传教士，他们的穿着应与其在修道院的地位相一致，身着长袍，用帽子保护他们的头。當時這種長袍天天要穿。後來这种修士的黑色长袍和帽子演变成了今天大学的礼服，一般此類禮服在学校毕业典礼或其他一些重大庆典穿著，平時不用穿戴。 
- 学位服的原型：天主教修士服

在英格蘭亨利八世時代，牛津大學和劍橋大學首先開始規範學位服飾，學位服飾在美國的流行始於哈佛大學（1636年），中國大陸現代學位服始於二十世紀中期左右。
- 牛津大学学位服
- 马克·吐温的毕业照
- 马哈迪·莫哈末的毕业照
- 剑桥大学学位服
- 哈佛大学学位服
- 爱丁堡大学学位服
- 2008年爱丁堡大学的毕业典礼

## 地區
不同國家（地區）的學位服樣式也不一樣，以英國和意大利為代表的歐派及以美國為代表的美派是兩個典型的流派。

### 中国大陆

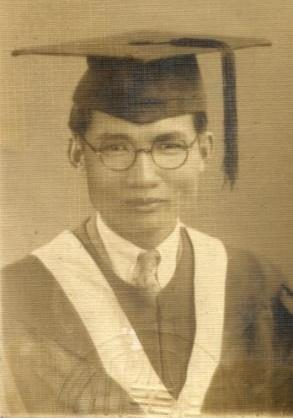
1930年代的学位服

学位服在中国的产生背景是耶稣会在中国建立教会学校同时把学位服引进了中国，同时留学生归国拍摄的学位照引起了国内人的兴趣。1992年国务院学位委员会就学位服问题与北京服装学院组成“建构中国现代学位服体系”的课题组。1994年，中國國務院學位委員會發布《關於推薦使用學位服的通知》及其附件《學位服簡様》和《學位服著裝規範》，開始統一規範中國學位服

### 中華民國（臺灣）
民国六十八年（公元1979年），中華民国教育部《台（六八）番字第八八〇八号函》曾规定：
- 袍：长度以下摆离地30公分为度，以轻柔免烫不发光之府绸制作为原则。领围：分小、中、大三号，分别为47公分、48.5公分、50公分。
  - 博士：玄黑色，前襟采拉链式，襟之两旁加缀“黑色平绒方直条宽饰”。袍领为中国式领。袍袖采宽大式，左右各缀三道“黑色平绒横饰”（横饰长39公分、宽5公分）。
  - 硕士：玄黑色，前襟采拉链式。袍领为中国式领，袍袖采宽大式。
  - 学士：玄黑色，前襟采拉链式。袍领为中国式领，袍袖采宽大式。
- 帔：长110公分，宽50公分，前帔领至领口长21公分，帔口长8公分。以丝缎及各色平绒制作。
  - 博士：以白色为底“前帔”缀以学门之代表色，“后帔”缀以校院代表色，均以平绒制作，“前帔口”处另饰金线刺绣梅花一朵，梅花大小以直径5公分为度。
    - 学门代表色：
      - 哲学：深蓝色
      - 文学：白色
      - 理学：金黄色
      - 法学：紫色
      - 医学：绿色
      - 农学：浅黄色
      - 工学：橙黄色
      - 商学：银灰色
      - 教育学：浅蓝色

  - 硕士：以黑色为底“前帔”缀以学门之代表色，“后帔”缀以校院代表色，均以平绒制作，“前帔口”处另饰金线刺绣梅花一朵，梅花大小以直径5公分为度。
    - 学门代表色：
      - 哲学：深蓝色
      - 文学：白色
      - 理学：金黄色
      - 法学：紫色
      - 医学：绿色
      - 农学：浅黄色
      - 工学：橙黄色
      - 商学：银灰色
      - 教育学：浅蓝色

  - 學士：無
- 帽：方形，帽缘各长24.5公分，帽穗长21公分，帽之布制与袍同为轻柔免烫不发光之府绸，帽穗以丝绒线制作。
  - 博士：颜色与为学门之代表色。
    - 学门代表色：
      - 哲学：深蓝色
      - 文学：白色
      - 理学：金黄色
      - 法学：紫色
      - 医学：绿色
      - 农学：浅黄色
      - 工学：橙黄色
      - 商学：银灰色
      - 教育学：浅蓝色

  - 硕士：颜色与为学门之代表色。
    - 学门代表色：
      - 哲学：深蓝色
      - 文学：白色
      - 理学：金黄色
      - 法学：紫色
      - 医学：绿色
      - 农学：浅黄色
      - 工学：橙黄色
      - 商学：银灰色
      - 教育学：浅蓝色

  - 学士：玄黑色

教育部表示，大學法及其施行細則未明文規定且不違法其他法律者，皆屬學術自由範圍。學位服樣式屬學術自主事項，得不受民國六十八年函釋之限制，各校可自行設計規劃。（教育部高教司，2016）

### 美國

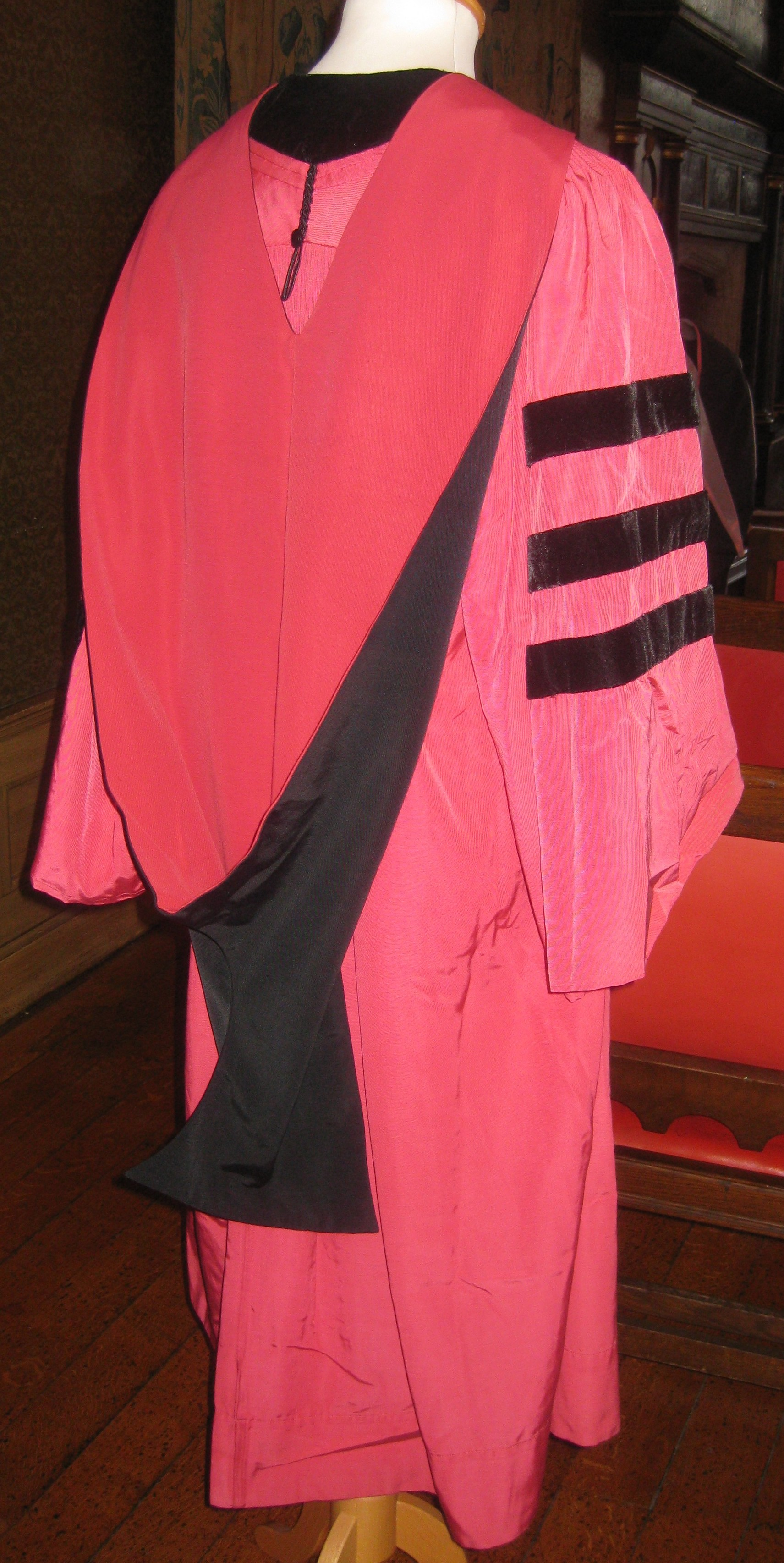
The Harvard doctoral gown and hood, which do not entirely follow the American Council on Education system.

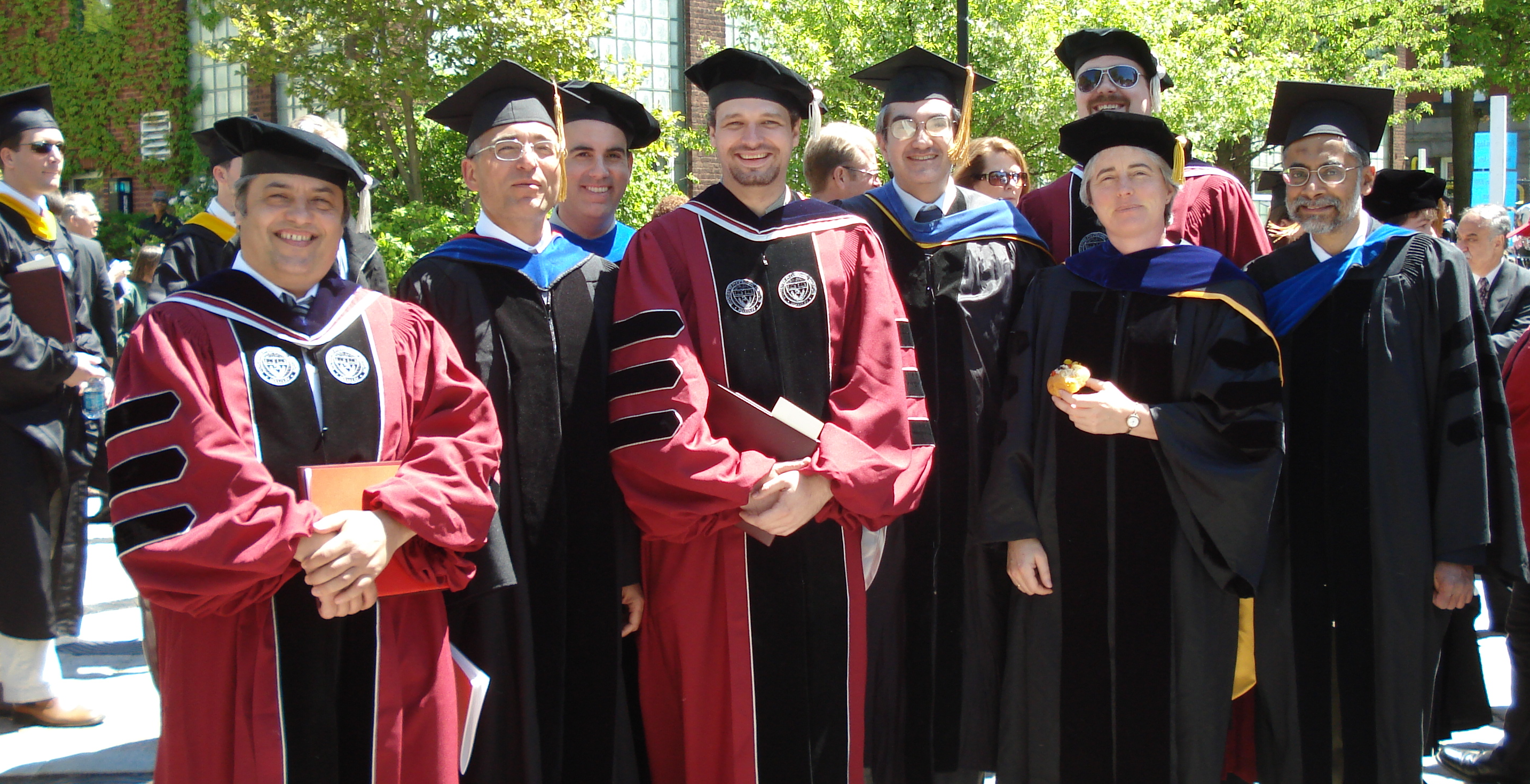
Professors and newly conferred doctors of philosophy posing at a Worcester Polytechnic Institute graduation.

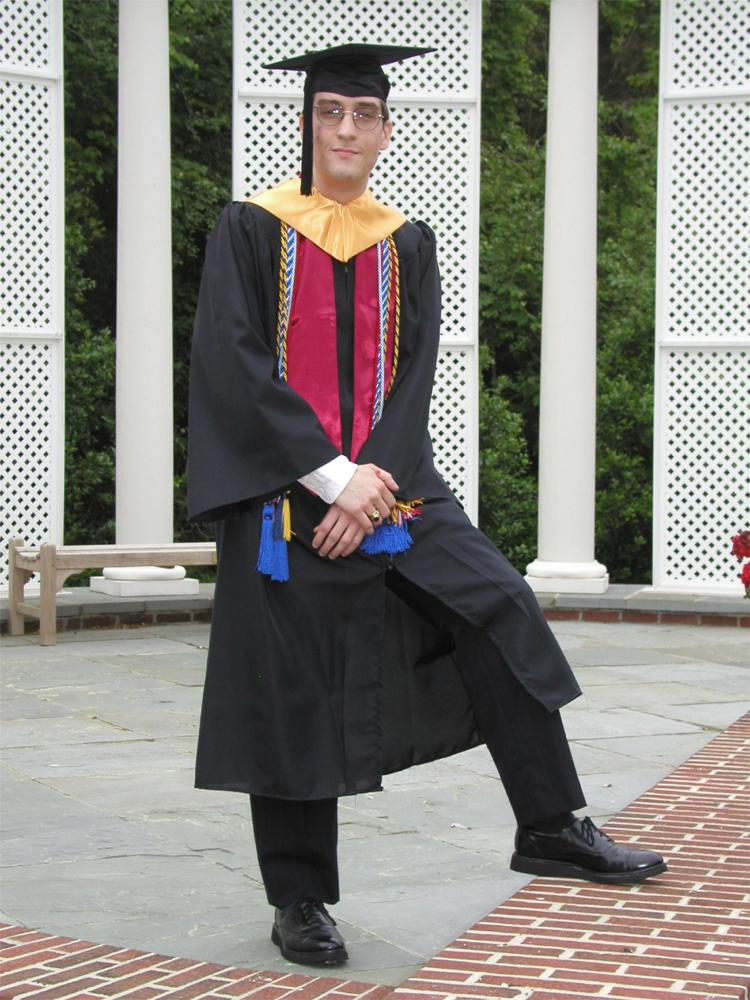
American academic dress is typically closed at the front and properly worn with the prescribed cap, as well as the hood. On the baccalaureate dress shown other items such as scarves, stoles or cords may be seen.